# Althüttendorf
Althüttendorf là một đô thị ở huyện Barnim trong bang Brandenburg, Đức. Đô thị này có diện tích 18,63 km2, dân số thời điểm cuối năm 2006 là 16.247 người.